# Nils Gabriel Djurklou
Nils Gabriel Djurklou, född 24 juli 1829 på Sörby i Norrbyås socken, Närke, död 31 mars 1904 i Örebro, var en svensk friherre, arkeolog, kammarherre och folklivsforskare. Han har bland annat uppmärksammats för sitt flertal publicerade böcker om folkliv i Sverige. 
Djurklou är även känd som grundare av Föreningen för Nerikes folkspråk och fornminnen 1856, vad som senare skulle bli Örebro läns museum. Vidare var han tillsammans med Gustaf August Coyet drivande i arbetet med sjösänkningsprojekt Hjälmarsänkningen under andra halvan av 1800-talet. 

## Släkt- och familjebakgrund
Nils Gabriel föddes på Sörby säteri, Närke, i en barnaskara om fem – fyra äldre systrar – som son till kaptenen friherre Gabriel Djurklou och friherrinnan Christina Maria Silfverschiöld, dotter till major Nils Silfverschiöld och Anna Margareta Alströmer född i adelsätten Alströmer. Han tillhörde den friherrliga ätten Djurklou. Djurklou studerade vid Uppsala universitet, där han 1854 avlade kansliexamen.
Djurklou gifte sig 1863 på Lundsgård med Hedvig Natalia von Hennigs född i adelsätten von Hennigs (1843–1928), dotter till Karl Gustaf von Hennigs och Jakobina Lovisa Natalia Berch. I äktenskapet med von Hennigs föddes flera barn. Bland vilka märks militären Nils och dottern Elsa som var gift med skriftställaren Nils Aschan.

## Författarskap
Djurklou är även känd för sina böcker: Ur Nerikes folkspråk och folklif (1860; nya upplagor 1956 och 1978), Från Vermlands finnskogar (1873),  Unnarsboarnes seder och lif (1874; ny upplaga 1964) om Södra Unnaryds socken i Småland, Sagor och äfventyr berättade på svenska landsmål (1883), illustrerad av Carl Larsson, Lifvet i Kinds härad i Vestergötland i början af sjuttonde århundradet (1885). 
1869 fick Djurklou i uppdrag att inventera fornlämningar i södra delarna av Sjuhäradsbygden.

## Föreningen för Nerikes folkspråk och fornminnen
Djurklou grundade, och tog initiativet till bildandet av Föreningen för Nerikes folkspråk och fornminnen 1856, den äldsta provinsföreningen för fornminnesvård, museiverksamhet, dialektforskning och hans initiativ blev förebildligt över hela landet. Den förra anses vara föregångare till Örebro läns museum.

## Hjälmarsänkningen

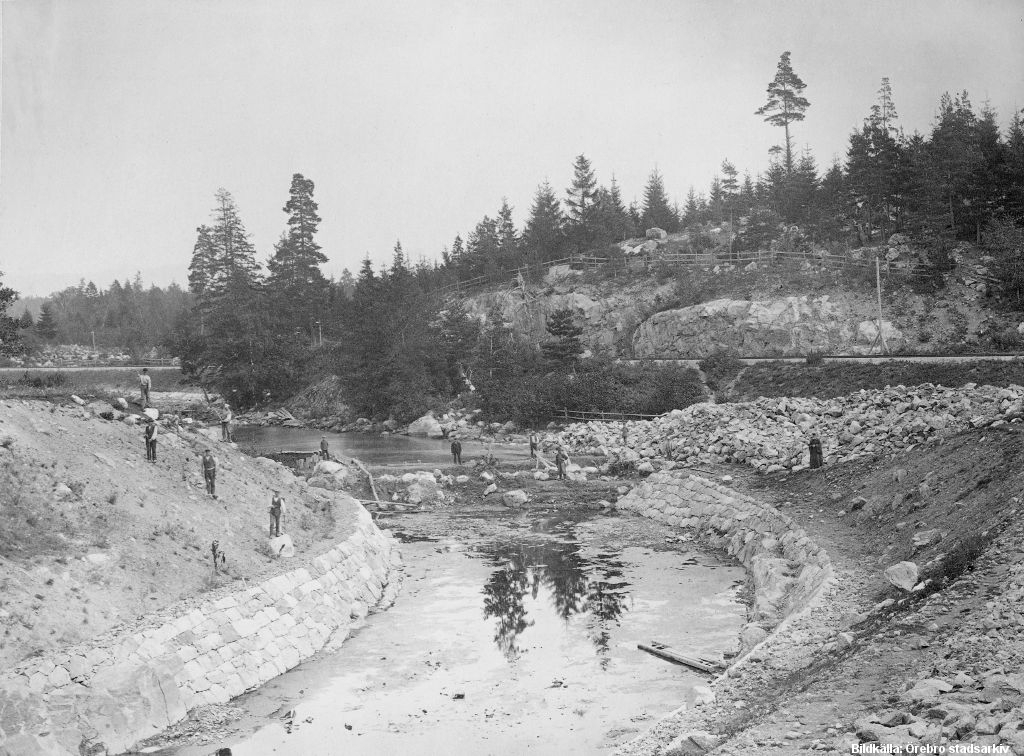
Sänkningen av Hyndevadsån i början av 1880-talet.

Djurklou var även verksam på ett helt annat område: från 19 års ålder var han drivande kraft, tillsammans med Gustaf August Coyet, i det stora projektet att sänka sjöarna Hjälmaren och Kvismaren i Närke för att utvinna 27 000 hektar åkermark. 
Hans morfar, Nils Silfverschiöld, hade redan under början av 1800-talet uttryckt stöd för jordbrukares rätt till utökade jordbruksmarker. Sjösänkningsprojektet var det största i sitt slag som genomförts i Sverige.
Sjöarnas höga vattenstånd ansågs ha orsakat stor skadegörelse och vara ett hot mot lantbruket. 
Sjösänkningsarbetet utfördes 1878–1887.

## Ledamoten
Han var stiftande ledamot av Nordiska oldskriftsselskabet i Köpenhamn 1875, blev korresponderade ledamot av Vitterhetsakademien 1862, och från 1872 arbetande ledamot, ledamot av Kungliga Samfundet för utgivande av handskrifter rörande Skandinaviens historia 1873, av Kungliga Vetenskaps- och Vitterhetssamhället i Göteborg 1882, hedersledamot av Södermanlands-Nerikes nation 1887, av Lantbruksakademien 1888.

## Död och eftermäle

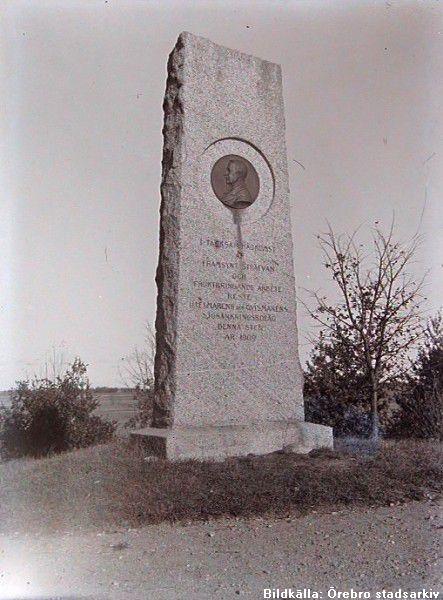
Djurklou-monumentet i Odensbacken, avtäckt 1909.

Djurklou avled den 31 mars 1904 och begravdes vid Norrbyås kyrka, i hans födelsesocken, Norrbyås socken.
Djurklou har som kulturhistoriker fått en väg, Djurklouvägen, uppkallad efter sig i stadsdelen Smedslätten i Bromma, väster om Stockholm. Då man 1924 namngav vägarna i Smedslätten och fick många sina kategorinamn från sagovärlden. Djurklou utgav 1883 bland annat "Sagor och äventyr berättade på svenska landsmål".

## Bibliografi

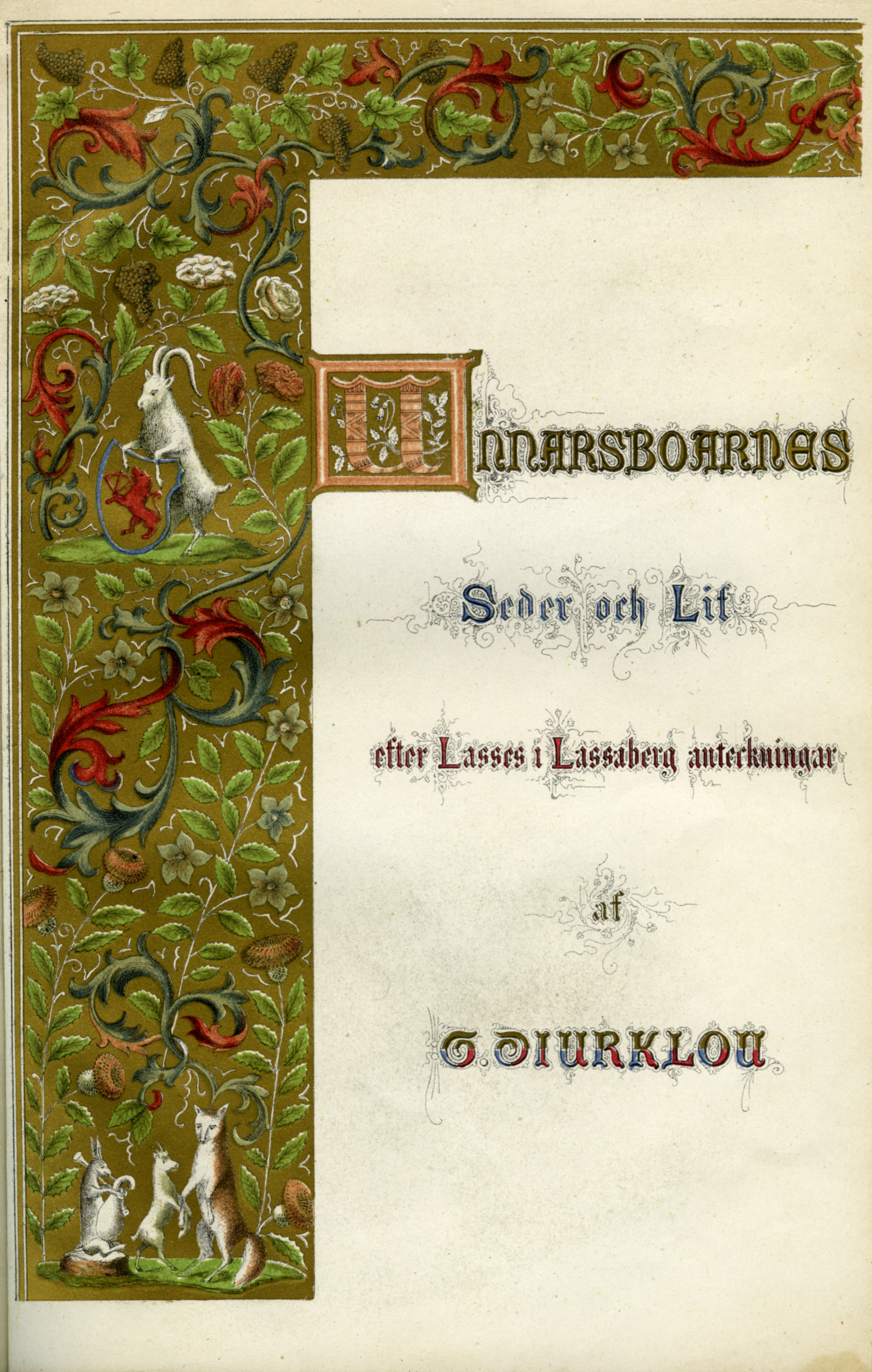
Unnarsboarnes seder och lif efter Lasses i Lassaberg anteckningar, 1874.

### Uppsatser i tidskrifter och kalendrar
- Folklifsbilder. Småplock ur en fornväns anteckningar. 1. Flytande bostad i Fryksdalen, ett bidrag till våra kommunallagars historia (Förr och nu, Bd 5, 1874).
- Svenska sagor i svenskt landsmål (Svenska fornminnesföreningens tidskrift, Bd 2, 1873—74).
- Sagor i svenska landsmål. 1. Askpöten. 2. Gumma å fisken. 3. Fanten å käringa (Nu, Årg. 1, 1874—75). 4. Den listige drängen (Nu, Årg. 2, 1876).
- Skolsånger och skolstryk i forna dagar (Nu, Årg. 1, 1874—75).
- Svenska folksägner. 1. Knall och Tore. 2. Bonden och skogsnuan. 3. Erik Räf. 4. Trollen i Himmelsberget. 5. Jätten vid Skåle (Nu, Årg. 1, 1874—75).
- Ur Stackeds häfder (Nu, Årg. 1, 1874—75).
- Ett vitnesmål. Folklifsbild från Närike (Nu, Årg. 1, 1874—75).
- Tvenne spelmän. Teckning ur folklifvet (Svenska familj-journalen, Bd 14, 1875).
- Ett besök på Rautakylä (Nu, Årg. 2, 1876).
- Ett finnskogens vidunder [Passa-Lars] (Svenska familj-journalen, Bd 15, 1876).
- Fornlemningarna vid Mölneby i Vestergötland (HA Månadsblad, Årg. 5, 1876).
- Min första skjutsfärd (Nu, Årg. 2, 1876).
- Också en fornforskare (Nu, Årg. 2, 1876).
- Till och från gästabudet. Hågkomster af en gammal »Närikes-trall» (Nu, Årg. 2, 1876).
- Om namn och känningsnamn hos allmogen (Svenska familj-journalen, Bd 15, 1876).
- Strödda anteckningar om Kinds härad i Vestergötland i äldre tider (Svenska fornminnesföreningens tidskrift, Bd 3, 1875—77).
- Huruledes magister Andreas Jonse Busemontanus fick Törnekulla gäll, och huru han der gjorde sitt inträde (Nu, Årg. 3, 1877).
- Mäster Konstig (Nu, Årg. 3, 1877).
- Stenmannen. Folksaga från Närcke (Nornan, Årg. 5, 1878).
- Ett besök i Bollebygd (Sverige. Fosterländska bilder, 1877—78, s. 60—64).
- Gubben å gumma, som gjole arbetsbyte. Skämtesaga från Närike (Förr och nu, Bd 9, 1878).
- Om vitnesmål och testaments-bekräftelse på död mans graf (Historiskt bibliotek, D. 5, 1878).
- Allt hva' ja' har, allt hva' ja' har! Skämtesaga från Nerike. (Svenska familj-journalen, Bd 18, 1879).
- Om Göran Månssons till Bolmsnäs jordebok. Några bidrag till Stjerneättens historia (HA Handl., D. 28, 1885—1925).
- Sankte Per som jordbrukare. Saga från Vermland (Nornan, Årg. 6, 1879).
- Om svenska ortnamn, stälda i samband med historiska ock kamerala forskningar. Föredrag (Nyare bidrag till kännedom om de svenska landsmålen, Bd 1, 1879—81).
- Lärdom ä bra men lagum ä likast (Nyare bidrag till kännedom om de svenska landsmålen, Bd 1, 1879—81).
- Ytterligare rörande grafundersökningarna vid Tormansbol och Slottsbrosundet (HA Månadsblad, 1880).
- Om vattenafledningar. Trenne uppsatser. 1. Erinringar vid lagberedningens utkast till författning angående torrläggning af jord. 2. Om invallningar till jords fredande mot öfversvämning. 3. Om nytt skifte ä fördränkt mark, som genom *torrläggning göres odlingsbar (Örebro läns kungl. hushållnings-sällskaps qvartals-skrift, 1881, H. 4).
- Nerike (Vårt land. En skildring i ord och bild, [1884—] 1888).
- Herr Jens och herr Nils (Kalender för alla 1886).
- Kostnaderna för Hjelmarens och Qvismarens sänkning (Svenska mosskulturföreningens tidskrift, Årg. 4, 1890).
- Om vården af våra specialarkiv (Stockholms dagblad 16 maj 1891; anon.).
- Folklifsbilder. 1. Huru Stenstorpa-Brita fick veta hvad Kallepojken skulle göra med potatisen. 2. Värre och värst (Vintergatan, Årg. 3, 1896).
- Några ord om våra folksagor. Föredrag... (Meddelanden från Nerikes fornminnesförening, 1, 1896).
- Landtbruket i Nerike. för 50 år sedan. Efter ett föredrag .. . (Örebro läns kongliga hushållnings-sällskaps qvartals-skrift, 1901, H. 3).
- Hvem var »Staffan stalledräng» ? Ett bidrag till lösningen af denna fråga (Svenska fornminnesföreningens tidskrift, Bd 11, [1900—] 1902).
- Antikvarisk resa i Östbo, Västbo och Mo härader sommaren 1870 (Meddelanden från Norra Smålands fornminnesförening, 8, 1926; 10, 1932; 11, 1938).
- Djurklou var tillfällig medarbetare i Örebro tidning, Nerikes allehanda, Göteborgs handels- och sjöfartstidning, Aftonbladet, Svenska tidningen, Nya dagligt allehanda med flera.